# In the Sky
In the Sky je druhé studiové album české hudební skupiny Lucie, vydané v roce 1991. Obsahuje celkem 13 písní, z větší části autorských. Na Výročních československých hudebních cenách získalo album ocenění album roku. Na dosud vydaných dvou kompilačních albech skupiny byly jako hity z této desky vybrány písně Černí andělé, Lucie a Zkamenělý dítě (album Vše nejlepší 88–99 z roku 1999), k nimž pak další výběrové The Best of (2009) přidalo ještě písně Dal bych ti co chceš a Rouháš se bohům. Fotografie na obal desky pořídil Tono Stano.

## Seznam skladeb (LP, MC, CD)
- 01. Holčička je kat (hudba a text: Lucie)
- 02. Černí andělé (hudba a text: Lucie)
- 03. Skandál (hudba a text: Lucie)
- 04. Lucie (hudba: Lucie a Tomáš Svoboda, text: Michal Běloušek)
- 05. Hej, no tak počkej (hudba a text: Lucie)
- 06. Mary'n' Jane (hudba a text: Lucie)
- 07. Dal bych ti co chceš (hudba a text: Lucie)
- 08. Ty seš můj koláček (hudba a text: Lucie)
- 09. Rouháš se bohům (hudba a text: Oskar Petr)
- 10. Žhavý stroje (hudba a text: Lucie)
- 11. To se mi snad jenom zdá (hudba a text: Lucie)
- 12. Zkamenělý dítě (hudba: Dáda Albrecht text: Dáda Albrecht a Lucie)
- 13. La fine (instrumental)

## Sestava skupiny v době natáčení alba
- Michal Dvořák
- Robert Kodym
- David Koller
- P.B.CH.

## Hosté
- Oskar Petr (kytara, vokály)

## Nahrávání a koncertní prezentace
Písně byly připravovány v průběhu letních prázdnin roku 1991 ve chvaletickém divadle a následně byly natočeny v Ostravě.
Při příležitosti vydání desky vyrazila kapela na turné In The Sky Tour, v jehož rámci odehrála během prosince 1991 a ledna, března a dubna 1992 celkem 38 koncertů. Vyvrcholení turné proběhlo v pražské Lucerně přesně 28. dubna 1992 koncertem, který byl předem ohlášen jako poslední vystoupení skupiny a byl proto zaznamenán televizními kamerami a vydán jako dvoudílné album Lucie live I. a Lucie live II.

## Ocenění a prodejnost
Dne 20. března 1992 obdržela skupina za desku celkem čtyři trofeje předávané v rámci prvního ročníku Výročních československých hudebních cen Akademie populární hudby, a to v kategoriích album roku, skladba roku Černí andělé, videoklip roku Černí andělé a zvuková nahrávka roku (Petr Slezák). Prodej alba překročil počet 140.000 kusů.

## Detaily
- Závěrečná instrumentální skladba La fine je dvouminutovou částí hudebního doprovodu, který složil Michal Dvořák pro dokument Vladimíra Michálka o filmových ateliérech Barrandov.[5]
- Písně Lucie, Černí andělé a Zkamenělý dítě nevznikly při nahrávání alba v roce 1992, ale pocházejí ze starších pásek z 80. let.[5]
- Píseň Rouháš se bohům napsal Oskar Petr nejprve v angličtině.[5]